# Anneville-Ambourville
Anneville-Ambourville là một xã trong vùng hành chính Normandie, thuộc tỉnh Seine-Maritime, quận Rouen, tổng Duclair. Tọa độ địa lý của xã là 49° 27' vĩ độ bắc, 00° 53' kinh độ đông. Anneville-Ambourville nằm trên độ cao trung bình là 15 mét trên mực nước biển, có điểm thấp nhất là 1 mét và điểm cao nhất là 44 mét. Xã có diện tích 20,33 km², dân số vào thời điểm 1999 là 946 người; mật độ dân số là 47 người/km².

## Thông tin nhân khẩu
| 1962 | 1968 | 1975 | 1982 | 1990 | 1999 |
| ---- | ---- | ---- | ---- | ---- | ---- |
| 539  | 579  | 765  | 832  | 986  | 946  |

## Nhân vật nổi tiếng
- Agnès Sorel

## Địa điểm tham quan
- Lâu đài của các Hiệp sĩ dòng Đền